# 麦克达克家族
麦克达克家族（Clan McDuck），是一个虚构的苏格兰家族。
麦克达克家族是由美国漫画家卡尔·巴克斯所创作，卡尔比较出名的角色比如还有史高治·麥克老鴨。卡尔·巴克斯1948年創作故事《旧城堡的秘密》，史高治和他的侄子在麦克达克城堡寻找隐藏的宝藏。

## 麦克达克城堡
在苏格兰的诺兰池沼泽，最近的村庄是虚构的胡子村。它第一次出现在946年，撒克逊人围攻它的时候，还没有建起麦克达克城堡。1675年，麦克达克家族被一隻恐怖的猎狗（为胡子村人假扮）吓跑，后来发现是競争对手氏族胡子村人的一个阴谋。所以，许多麦克达克家族成員搬到格拉斯哥。即使在他们离开之后，家族仍然继续支付税并拥有城堡。到1885年，只剩下弗格斯和杰克支付税收，但结合起来收入还不够。史高治隨后卖掉铜矿，让家人再度拥有城堡。在某些时候，史高治的姐姐玛蒂尔达成为城堡看守人。

## 麦克达克格子布

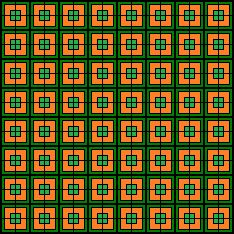
麦克达克格子

在《史高治的光辉岁月》中，可以多次见到麦克达克格子布。